# تكبير (إسلام)

تكبير (إسلام).

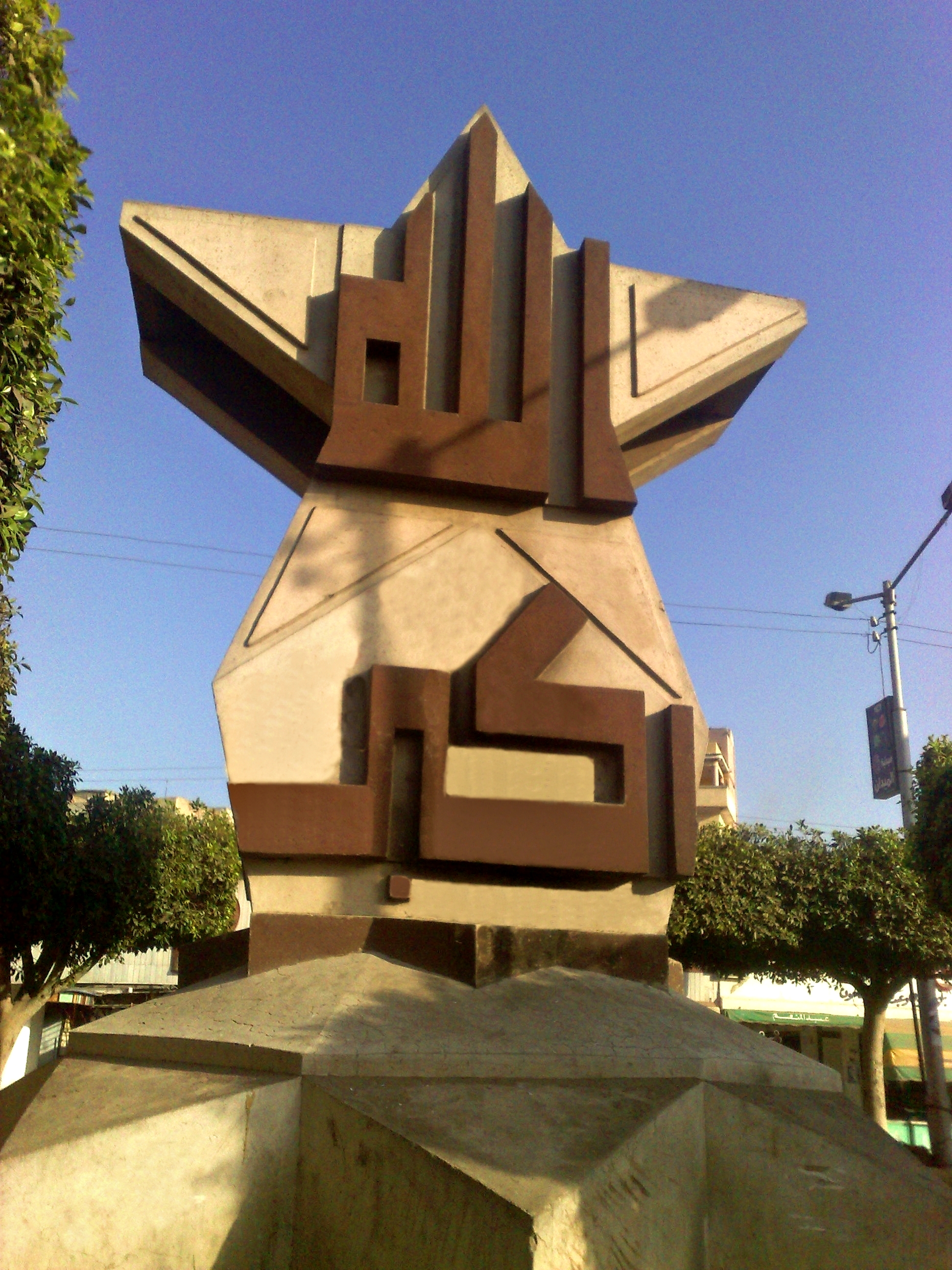
نصب تذكاري لعبارة "الله أكبر" بمدينة دسوق.

التَّكبير في الإسلام هو لفظ يشير إلى عبارة «اللَّهُ أَكبَر»، للدلالة على أن الله أعظم وأكبر من أي شيء في الكون. ويذكر التكبير في العديد من الحالات منها في الصلاة، وعند ذبح الذبائح، وفي الحج عند رمي الجمرات، وفي العيدين وأيام التشريق، وفي سجود التلاوة، وغيرها.

## التكبير في الصلاة

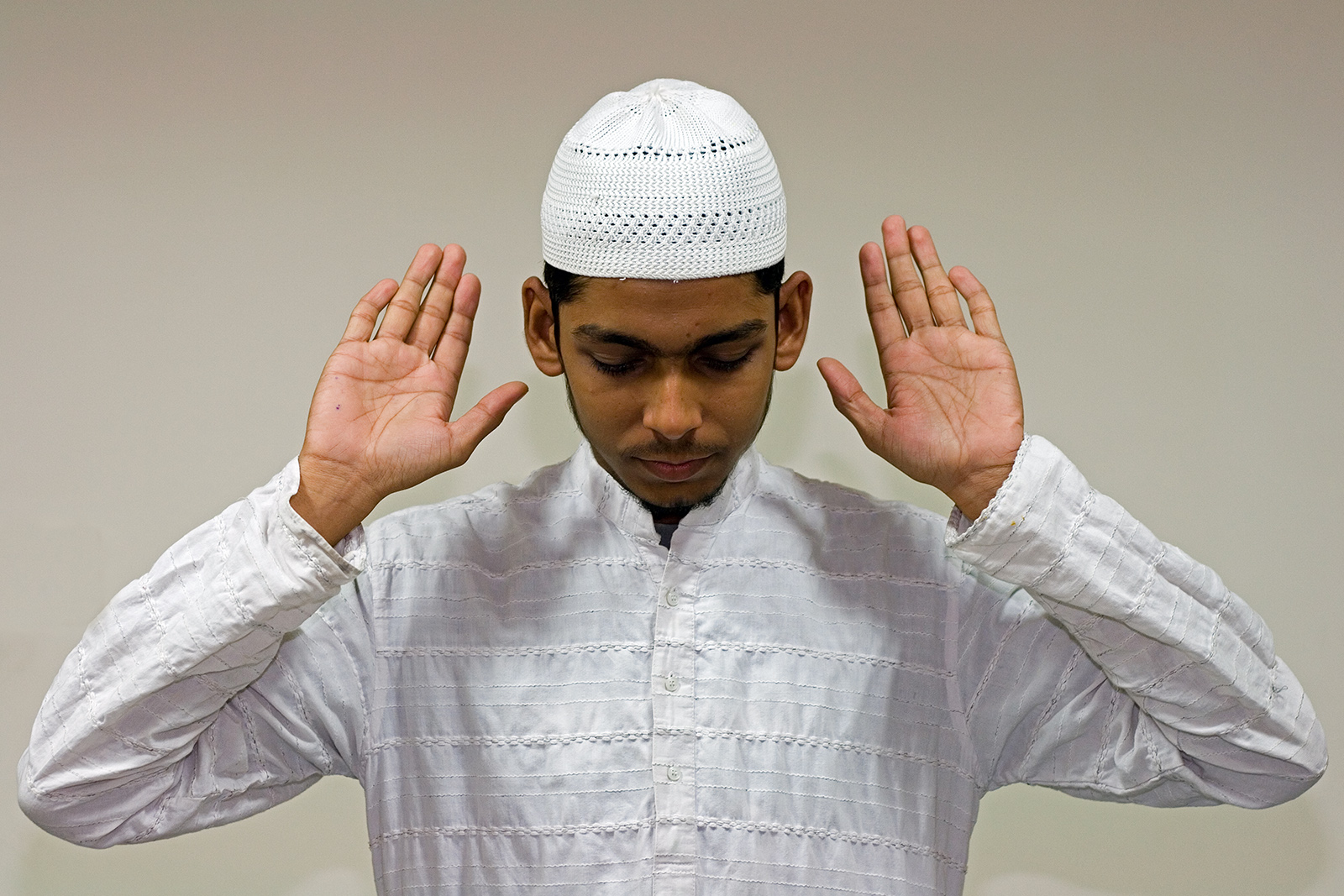
تبدأ الصلاة بالتكبير بعد النية.

تبدأ الصلاة في الإسلام بالتكبير وهو ما يُعرف بـ تكبيرة الإحرام، وسُميت بذلك؛ لأنه يَحرُم بها على المُصلِّي ما كان حلالاً له قبلها من مُفسِدات الصلاة؛ كالأكل، والشرب، والكلام، ونحو ذلك، كذلك يوجد العديد من التكبيرات الأخرى في الصلاة، وتُعرف بـتكبيرات الانتقال.
التكبير في الصلاة إما واجبٌ وإما مندوب، فالواجب أو الفرض أو الرُّكن هو تكبيرة الإحرام للدخول في الصلاة، أما في غير ذلك فمسنون عند الركوع والهُوِيِّ إلى السجود والرَّفْع منه والقيام من التشهد الأول إلى الركعة الثالثة. وتكبيرات الانتقال سنة عند جمهور الفقهاء، ويرى الحنابلة أنها واجبة.

## التكبير في العيدينوأيام التشريق

### أنواع التكبير فيعيد الفطر
- التكبير المرسل أو المطلق هو الذي لا يتقيد بحال.
- التكبير المقيد هو الذي يكون دبر الصلوات، ويبدأ من صلاة المغرب ليلة الفطر إلى صلاة الصبح.

### أنواع التكبير فيعيد الأضحى
- للحجاج:
  - المطلق أو المرسل، ويبدأ بعد رمي جمرة العقبة.
  - المقيد، ويكون دبر الصلوات، ويبدأ من صلاة الظهر يوم النحر حتى صباح آخر أيام التشريق.
- لغير الحجاج:
  - المطلق، ويكون في المنازل أو المساجد أو الطرقات، ويبدأ ليلة أول ذي الحجة.
  - المقيد.

### صيغة التكبير

الله أكبر.

- الله أكبر، الله أكبر، الله أكبر، عند المذهب المالكي والشافعي.
- الله أكبر، الله أكبر، لا إله إلا الله والله أكبر ولله الحمد.
- الله أكبر، الله أكبر، لا إله إلا الله والله أكبر، الله أكبر ولله الحمد.
- وكان أصبغ يزيد: "الله أكبر كبيرًا، والحمد لله كثيرًا، وسبحان الله بكرة وأصيلاً، ولا حول ولا قوة إلا بالله”.[4]
- واستحسن الإمام الشافعي في كتابه «الأم» الزيادة بما وردت عن النبيّ ﷺ في الصفا: (الله أكبر كبيرًا، والحمد لله كثيرًا، وسبحان الله بكرة وأصيلاً، لا إله إلا الله ولا نعبد إلا إياه، مخلصين له الدين ولو كره الكافرون، لا إله إلا الله وحده، صدق وعده، ونصر عبده، وهزم الأحزاب وحده، لا إله إلا الله، والله أكبر).[5]
- ودرج المصريون من قديم الزمان على الصيغة المشهورة وهي: (الله أكبر الله أكبر الله أكبر لا إله إلا الله الله أكبر الله أكبر ولله الحمد، الله أكبر كبيرًا والحمد لله كثيرًا وسبحان الله بكرة وأصيلاً، لا إله إلا الله وحده صدق وعده ونصر عبده وأعز جنده وهزم الأحزاب وحده، لا إله إلا الله ولا نعبد إلا إياه مخلصين له الدين ولو كره الكافرون، اللهم صل على محمد وعلى آل محمد وعلى أصحاب محمد وعلى أنصار محمد وعلى أزواج محمد وعلى ذرية محمد وسلم تسليمًا كثيرًا«، وهي صيغة شرعية صحيحة قال عنها الإمام الشافعي:» وإن كبر على ما يكبر عليه الناس اليوم فحسن، وإن زاد تكبيرًا فحسن، وما زاد مع هذا من ذكر الله أحببتُه).

## عبارة «الله أكبر»
توجد عبارة التكبير «الله أكبر» في بعض أعلام الدول الإسلامية، مثل علم العراق، وعلم إيران، وعلم أفغانستان. كما يسمى نشيد ليبيا الوطني السابق باسم «الله أكبر».

علم العراق
علم إيران
علم أفغانستان السابق
علم حركة مقاومة وزيرستان في باكستان

## وصلات خارجية
- هل تكبيرات العيد لها صيغة معينة لا يجوز التكبير بغيرها؟
- الدين النصيحة - التكبير في العيدين وأيام التشريق
- الدين النصيحة - سجود القرآن الكريم
- التكبير ورفع اليدين بالدعاء عند رمي الجمرات